# Златогуш дрозд
Златогуш дрозд (Ixoreus naevius) е вид птица от семейство Дроздови (Turdidae), единствен представител на род Ixoreus.

## Разпространение и местообитание
Разпространен е в Канада, Мексико и САЩ.